# Hillsboro (North Dakota)
Hillsboro ist eine Kleinstadt (mit dem Status „City“) und Verwaltungssitz des Traill County im US-amerikanischen Bundesstaat North Dakota. Das U.S. Census Bureau hat bei der Volkszählung 2020 eine Einwohnerzahl von 1.649 ermittelt.

## Geografie
Hillsboro liegt im Osten North Dakotas am Goose River. Wenige Kilometer östlich mündet dieser in den Red River of the North, der die Grenze zu Minnesota bildet. Die geografischen Koordinaten von Hillsboro sind 47°24′14″ nördlicher Breite und 97°03′43″ westlicher Länge. Das Stadtgebiet erstreckt sich über eine Fläche von 2,82 km².
Die Stadt liegt auf halbem Weg zwischen den Zentren Grand Forks (64,5 km nördlich) und Fargo (67,6 km südlich). Benachbarte Orte von Hillsboro sind Cummings (13,2 km nördlich), Caledonia (19,7 km nordöstlich), Halstad in Minnesota (22,3 km ostsüdöstlich), Grandin (20,7 km südsüdöstlich), Blanchard (18,9 km südwestlich) und Mayville (29,7 km nordwestlich).
Die nächstgelegenen größeren Städte sind Winnipeg in der kanadischen Provinz Manitoba (294 km nördlich), Duluth in Minnesota am Oberen See (434 km östlich), Minneapolis in Minnesota (444 km südöstlich), Sioux Falls in South Dakota (454 km südlich) und North Dakotas Hauptstadt Bismarck (353 km westsüdwestlich).
Die Grenze zu Kanada befindet sich 183 km nördlich.

## Verkehr
Durch den Westen von Hillsboro verläuft in Nord-Süd-Richtung die Interstate 29, die die kürzeste Verbindung von Winnipeg nach Kansas City in Missouri bildet. Parallel dazu führt der North Dakota Highway 200 als Hauptstraße durch das Zentrum der Stadt. Alle weiteren Straßen innerhalb des Stadtgebiets sind untergeordnete Landstraßen, teils unbefestigte Fahrwege sowie innerörtliche Verbindungsstraßen.
Parallel zur I 29 verläuft eine Eisenbahnstrecke der BNSF Railway durch das Stadtgebiet von Hillsboro. Über die BNSF-Strecke verkehrt auch der Empire Builder von Amtrak ohne Zwischenhalt durch die Stadt.
Mit dem Hillsboro Municipal Airport befindet sich 7,5 km südlich ein kleiner Flugplatz. Die nächstgelegenen Regionalflughäfen sind der Hector International Airport in Fargo (63,3 km südlich) und der Grand Forks International Airport (68,7 km nördlich).

## Demografische Daten
Nach der Volkszählung im Jahr 2010 lebten in Hillsboro 1.603 Menschen in 687 Haushalten. Die Bevölkerungsdichte betrug 568,4 Einwohner pro Quadratkilometer. In den 687 Haushalten lebten statistisch je 2,28 Personen.
Ethnisch betrachtet setzte sich die Bevölkerung zusammen aus 93,9 Prozent Weißen, 0,1 Prozent (zwei Personen) Afroamerikanern, 1,5 Prozent amerikanischen Ureinwohnern, 0,6 Prozent Asiaten sowie 3,0 Prozent aus anderen ethnischen Gruppen; 0,9 Prozent stammten von zwei oder mehr Ethnien ab. Unabhängig von der ethnischen Zugehörigkeit waren 5,5 Prozent der Bevölkerung spanischer oder lateinamerikanischer Abstammung.
25,6 Prozent der Bevölkerung waren unter 18 Jahre alt, 55,7 Prozent waren zwischen 18 und 64 und 18,7 Prozent waren 65 Jahre oder älter. 50,7 Prozent der Bevölkerung war weiblich.

Das mittlere jährliche Einkommen eines Haushalts lag bei 43.629 USD. Das Pro-Kopf-Einkommen betrug 20.791 USD. 8,4 Prozent der Einwohner lebten unterhalb der Armutsgrenze.

## Bekannte Bewohner
- Elmore Y. Sarles (1859–1929) – neunter Gouverneur von North Dakota (1905–1907)[9] – lebte bis zu seinem Tod in Hillsboro